# 피델리오를 위한 서곡
루트비히 판 베토벤이 그의 오페라 피델리오를 위해 작곡한 네 개의 서곡(세 개의 레오노레 서곡과 피델리오 서곡)은 이 작품이 겪은 다양한 버전과 작곡가가 대중들에게 받아들이게 하는 어려움들을 반영한다. 오늘날 오페라는 1814년의 최종적인 서곡(피델리오 서곡)과 함께 시작되며, 베토벤 스타일의 가장 전형적인, 그리고 네 개의 서곡 중 가장 인기 있는 레오노레 2번은 종종 공연에서 연주된다. 그럼에도 불구하고, 오늘 날 오페라 제2막의 마지막 장면이 시작하기 전, 무대 전환 때의 연주를 위해 자주 소개되는 서곡은 레오노레 3번이다.
- 레오노레 서곡 1번, 작품번호 138 (1807년)
- 레오노레 서곡 2번, 작품번호 72 (1805년)
- 레오노레 서곡 3번, 작품번호 772a (1806년)
- 피델리오 서곡, 작품번호 72b (1814년)

## 음반 참조
- 빌헬름 푸르트벵글러, 레오노레 서곡 2번, 함부르크 필하모닉 주립 관현악단, 1947년 (SWF).
- 빌헬름 푸르트벵글러, 레오노레 서곡 2번, 베를린 필 하모닉 관현악단, 1949년 10월 18일 (SWF).
- 빌헬름 푸르트벵글러, 레오노레 서곡 3번, 빈 필하모니 관현악단, 1944년 (DG).
- 빌헬름 푸르트벵글러, 레오노레 서곡 3번, 로열 스톡홀름 필하모니 관현악단, 1948년 (Urania).